# 오노 유코
오노 유코(일본어: 大野 柚布子 おおの ゆうこ[*], 1993년 11월 2일 ~ )는 일본의 여성 성우이다. 아이치현 나고야시 출신. 마우스 프로모션 소속.